# 732 Тьїлакі
732 Тьїлакі (732 Tjilaki) — астероїд головного поясу, відкритий 15 квітня 1912 року.
Тіссеранів параметр щодо Юпітера — 3,466.
Названо на честь річки і селища на острові Ява в Індонезії.